# Ernst Šreder
Ernst Šreder (Manhajm, Baden, Nemačka, 25. novembar 1841 — Karlsrue, Nemačka, 16. jun 1902) bio je nemački matematičar uglavnom poznat po svom radu iz oblasti algebarske logike.

## Život
Šreder je učio matematiku na Hajdelbergu, Kenigsbergu i Cirihu, pod mentorstvom Ota Hesea, Gustava Kirkofa i Franca Njumana. Nakon nekoliko godina podučavanja, prešao je u Visoku tehničku školu u Darmštatu 1874. Dve godine kasnije, dobio je mesto na matematici u Politehničkoj školi u Karlsruhe, gde je proveo ostatak života.

## Posao
Šrederov rani rad na formalnoj algebri i logici napisan je bez znanja britanskih logičara Džordža Bula i Augustusa De Morgana. Umesto toga, njegovi izvori su bili tekstovi Oma, Hankela, Hermana Grasmana i Roberta Grasmana. Godine 1873, Šreder je saznao o Bulovom i De Morganovom radu iz logike. Njihovom radu dodao je nekoliko važnih koncepata pod uticajem Čarlsa Sandersa Pirsa. Šreder je takođe doprineo algebri, teoriji skupova, teoriji rešetke, uređenim nizovima i rednim brojevima. Zajedno sa Georgom Kantorom, otkrio je Kantor Bernstin Šrederovu teoremu, iako je Šrederov dokaz (1898) pogrešan. Feliks Bernstin (18781—956) naknadno je ispravio dokaz kao deo doktorske disertacije. Šreder je 1877. bio koncizna ekspozicija Bulovih ideja iz algebre i logike, koja je doprinela predstavljanju Bulovog rada svetskim čitaocima. Očigledan je uticaj Grasmanovih, posebno Roberta malo poznatog kao Formenlehre. Za razliku od Bula, Šreder je u potpunosti cenio dualnost. Džon Ven i Kristin Lad Frenklin su rado citirali ovu kratku Šrederovu knjigu, a Čarls Sanders Pirs ju je koristio kao tekst dok je predavao na Džons Hopkins Univerzitetu. Šrederovo remek-delo, njegov Vorlesungen uber die Algebra der Logik, bilo je objavljeno u tri knjige između 1890. i 1905, o trošku autora. Druga knjiga se sastojala iz dva dela, drugi je objavljen posthumno, a izmenjen je od strane Eugena Milera. Vorlesungen je bio sveobuhvatan naučni pregled algebarske logike sve do kraja 19. veka, koja je imala znatan uticaj na pojavljivanje matematičke logike u 20. veku. Vorlesungen je obimna knjiga, a samo mali deo je preveden na engleski.
Šreder je jednom rekao da mu je cilj da:
...dizajnira logiku kao disciplinu računa, pogotovo da da pristup tačnim bavljenjem relativnim pojmovima, i, od tada, emancipacijom od rutinskih zahteva prirodnog jezika, da povuče bilo koje plodno tlo iz klišea u oblasti filozofije takođe. Ovo treba da pripremi teren za naučni univerzalni jezik koji više liči na znakovni jezik nego kao zvučni jezik.

## Uticaj
Smatra se da je Šrederov uticaj na rani razvoju predikatskog računa prvog reda veliki skoro kao i uticaj Fregea ili Peana. Frege je 1960. godine odbacio Šrederov rad i divljenje za Fregeovu pionirsku ulogu dominiralo je tokom istorijskih diskusija. Upoređujući Fregea sa Šrederom i C. S. Persom, ipak, Hilari Putnam (1982) piše:
Kada sam počeo da pratim kasniji razvoj logike, prva stvar koju sam uradio je da sam pogledao Šrederovo Vorlesungen über die Algebra der Logik (Predavanje o algebri i logici),... čije treće poglavlje je o relacijama (Algebra und logik der relative, 1895). Ova tri poglavlja su odmah postala najpoznatiji tekstovi o naprednoj logici, i otelovljenje šta svaki matematičar koji studira logiku mora da zna, ili da bude makar upoznat sa tim, tokom 1890-ih.

## Literatura
- Schröder, E., 1877. Der Operationskreis des Logikkalküls. Leipzig: B.G. Teubner.
- Schröder, E., 1890–1905. Vorlesungen über die Algebra der Logik, 3 vols. Leipzig: B.G. Teubner. Reprints: 1966, Chelsea; 2000, Thoemmes Press.
  - Vorlesungen über die Algebra der Logik (Exakte Logik) Volume 1,
  - Vorlesungen über die Algebra der Logik (Exakte Logik) Volume 2, Abt. 1
  - Vorlesungen über die Algebra der Logik (Exakte Logik) Volume 2, Abt. 2
  - Algebra und Logik der Relative, der Vorlesungen über die Algebra der Logik 3 Volume 3, Abt. 1
- Schröder, E., 1898. "Über zwei Definitionen der Endlichkeit und G. Cantor'sche Sätze", Abh. Kaiserl. Leop.-Car. Akad. Naturf 71: 301–362.
- Brady, Geraldine, 2000. From Peirce to Skolem. North Holland. Includes an English translation of parts of the Vorlesungen.
- Anellis, I. H., 1990–91, "Schröder Materials at the Russell Archives," Modern Logic 1: 237–247.
- Dipert, R. R., 1990/91. "The life and work of Ernst Schröder," Modern Logic 1: 117–139.
- Frege, G., 1960, "A critical elucidation of some points in E. Schröder's Vorlesungen über die Algebra der Logik", translated by Geach, in Geach & Black, Translations from the philosophical writings of Gottlob Frege. Blackwell: 86–106. Original: 1895, Archiv für systematische Philosophie 1: 433–456.
- Ivor Grattan-Guinness, 2000. The Search for Mathematical Roots 1870–1940. Princeton University Press.
- Clarence Irving Lewis, 1960 (1918).  A Survey of Symbolic Logic. Dover.
- Peckhaus, V., 1997. Logik, Mathesis universalis und allgemeine Wissenschaft. Leibniz und die Wiederentdeckung der formalen Logik im 19. Jahrhundert. Akademie-Verlag.
- Peckhaus, V., 1999, "19th Century Logic between Philosophy and Mathematics," Bulletin of Symbolic Logic 5: 433–450. Reprinted in Glen van Brummelen and Michael Kinyon, eds., 2005. Mathematics and the Historian's Craft. The Kenneth O. May Lectures. Springer: 203–220. Online here  or here .
- Peckhaus, V., 2004. "Schröder's Logic" in Gabbay, Dov M., and John Woods, eds., Handbook of the History of Logic. Vol. 3: The Rise of Modern Logic: From Leibniz to Frege. North Holland: 557–609.
- Hilary Putnam, 1982, "Peirce the Logician," Historia Mathematica 9: 290–301. Reprinted in his 1990 Realism with a Human Face. Harvard University Press: 252–260. Online fragment.
- Thiel, C., 1981. "A portrait, or, how to tell Frege from Schröder," History and Philosophy of Logic 2: 21–23.

## Spoljašnje veze
- Ernst Šreder на сајту Internet Archive (језик: енглески)
- http://web.archive.bibalex.org/web/20041010033618/http://intranet.woodvillehs.sa.edu.au/pages/resources/maths/History/Schrdr.htm (requires login, unprovided)
- O'Connor, John J.; Robertson, Edmund F. „Ernst Šreder”. MacTutor History of Mathematics archive. University of St Andrews.